# Tales Along This Road
«Tales Along This Road» — третій студійний альбом фінського фольк-метал-гурту Korpiklaani. Реліз відбувся 21 квітня 2006 лейблом Napalm Records.

## Список композицій
| #     | Назва                                                   | Тривалість |
| ----- | ------------------------------------------------------- | ---------- |
| 1.    | «Happy Little Boozer»                                   | 3:35       |
| 2.    | «Väkirauta» (Strong Sword)                              | 3:44       |
| 3.    | «Midsummer Night»                                       | 3:27       |
| 4.    | «Tuli kokko» (The Eagle Came)                           | 5:25       |
| 5.    | «Spring Dance»                                          | 3:05       |
| 6.    | «Under the Sun»                                         | 4:12       |
| 7.    | «Korpiklaani» (Forest Clan)                             | 4:39       |
| 8.    | «Rise»                                                  | 5:20       |
| 9.    | «Kirki» (Lust)                                          | 4:23       |
| 10.   | «Hide Your Riches»                                      | 4:39       |
| 11.   | «Free Like an Eagle» (бонусний трек обмеженого видання) | 3:26       |
| 45:55 |                                                         |            |

## Учасники запису
- Йонне Ярвеля – вокал, йойк, електрогітара, акустична гітара, мандоліна
- Матті "Матсон" Йоханссон — ударні, задній вокал
- Яркко Аалтонен — бас-гітара
- Калле "Кейн" Савіярві — гітари, задній вокал
- Юхо Кауппінен — акордеон,  гітари, задній вокал
- Яакко "Хіттавайнен" Лемметтю — скрипка, йоухікко, волинка, губна гармоніка

## Чарти
| Чарт (2006)           | Місце |
| --------------------- | ----- |
| Japanese Albums Chart | 157   |